# Stenichnus bicolor
Stenichnus bicolor är en skalbaggsart som först beskrevs av Henry Denny 1825.  Stenichnus bicolor ingår i släktet Stenichnus, och familjen glattbaggar. Arten är reproducerande i Sverige.